# Отонска династија
Отонска династија је била династија немачких краљева (919-1024), која је добила име по свом првом цару. Династија се још назива Саксонска, или Лиудолфинзи, по најранијем познатом претку, саксонском војводи Лиудолфу (805—864/866). Отонски владари сматрају се првом династијом владара Светог римског царства. Они су наследили франачку каролиншку династију и Карла Великог који се сматра оснивачем Светог римског царства. 
Хенрик I Птичар, саксонски војвода, био је оснивач Отонске династије, иако никада није постао цар. Његов син, Ото Велики, крунисан је за цара Светог римског царства, што је био случај са већином каснијих немачких краљева. Под влашћу отонских владара источна франачка краљевина постала је Немачка. Ова држава је ујединила регије: Лотарингија, Саксонија, Франконија, Швабија, Тирингија и Баварска. Унија Немачке и Светог римског царства, која је доминирала немачком историјом до 1806, почела је крунисањем Отона I у Риму 962. Планови о поновном успостављању Римског царства пропали су већ до времена Отона III. 
Последњи отонски цар био је Хенрик II. Династија се угасила његовом смрћу 1024. Отонску династију наследила је Салијска династија. Кћи цара Отона I, Луитгард, била је супруга Салијског војводе Конрада Црвеног од Лорене. Њихов праунук Конрад постао је Конрад II, цар Светог римског царства. 
Отонски краљеви и цареви:
- Хенрик I Птичар, краљ Немаца и војвода Саксоније, умро 936.
- Отон I Велики, цар Светог римског царства и војвода Саксоније, умро 973.
- Отон II, умро 983.
- Отон III, умро 1002.
- Хенрик II Свети, умро 1024.